# Valdefuentes de Sangusín (kommunhuvudort)
Valdefuentes de Sangusín är en kommunhuvudort i Spanien.   Den ligger i provinsen Provincia de Salamanca och regionen Kastilien och Leon, i den centrala delen av landet, 180 km väster om huvudstaden Madrid. Valdefuentes de Sangusín ligger 893 meter över havet och antalet invånare är 297.
Terrängen runt Valdefuentes de Sangusín är kuperad österut, men västerut är den platt. Terrängen runt Valdefuentes de Sangusín sluttar västerut.Runt Valdefuentes de Sangusín är det ganska glesbefolkat, med 38 invånare per kvadratkilometer. Närmaste större samhälle är Béjar, 10,6 km sydost om Valdefuentes de Sangusín. Trakten runt Valdefuentes de Sangusín består i huvudsak av gräsmarker.